# 그렌델

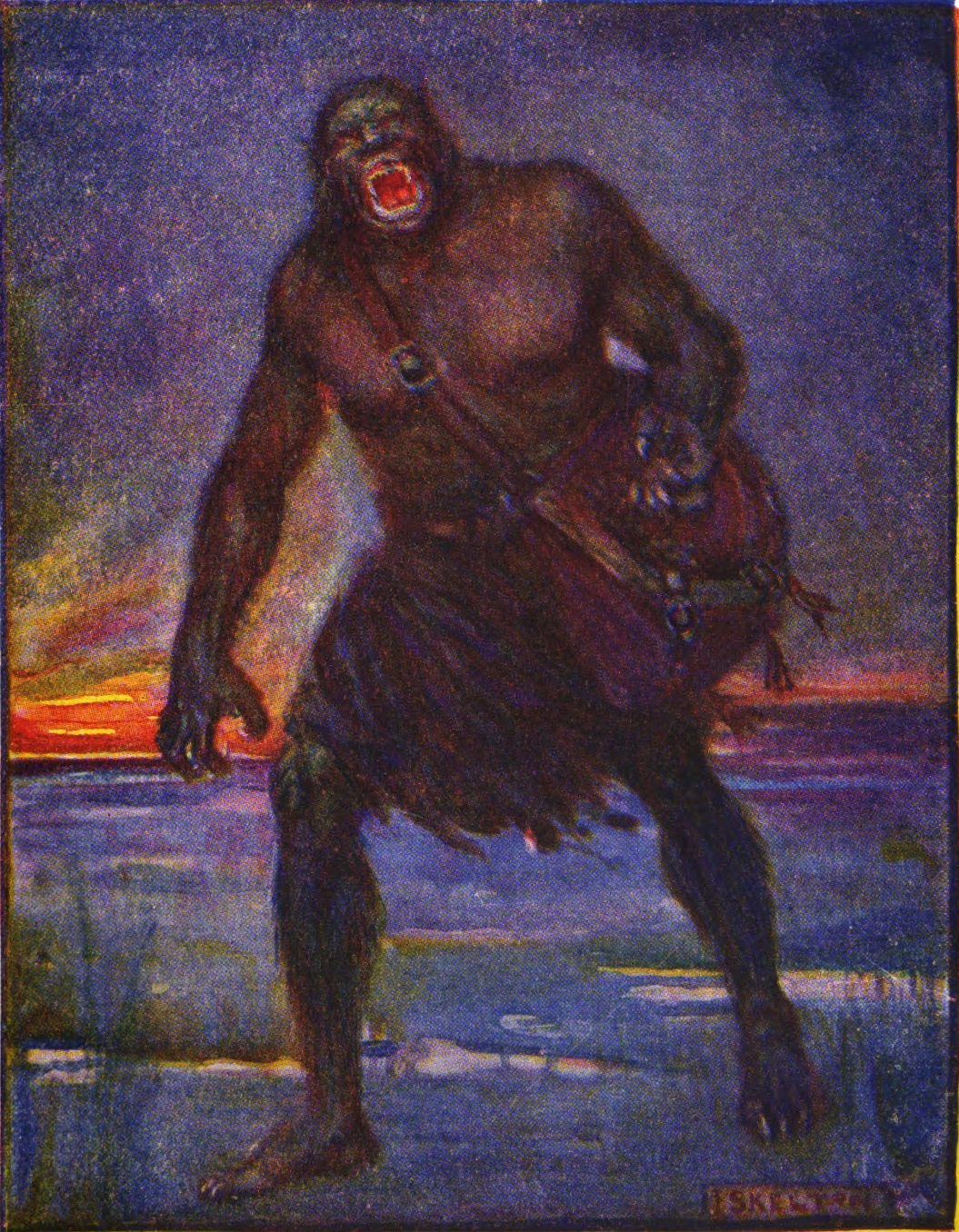

그렌델(Grendel)은 베오울프에서 등장하는 괴물 중 하나로, 책에 따르면 12년 동안 흐로드가르 왕을 괴롭혔다가 베오울프의 힘에 의해 팔이 뜯겨나가 죽은 괴물이다. 그렌델은 자신의 손, 팔, 어깨를 버리고 상처를 입은 채로 자신의 거처로 돌아가나 죽고 만다. 이후 그렌델의 어미가 복수를 위해 흐로드가르왕의 헤오로트궁으로 돌아와 살육을 저지르나 베오울프가 그의 처소인 호수 아래까지 추적해 들어가 어미를 죽이고 침상에 누워있는 그렌델의 시체에서 목을 베어내게 된다.
존 가드너의 소설 '그렌델'에서는 주인공으로 등장한다.